# Crows Nest (Indiana)
Crows Nest est une municipalité située dans le comté de Marion, dans l’État de l'Indiana, aux États-Unis. Lors du recensement de 2020, elle comptait 67 habitants.